# Pilkem
 (mai 2023).
Si vous disposez d'ouvrages ou d'articles de référence ou si vous connaissez des sites web de qualité traitant du thème abordé ici, merci de compléter l'article en donnant les références utiles à sa vérifiabilité et en les liant à la section « Notes et références ».
Pilkem (Pilckem) est un hameau de Boezinge, un village faisant partie de la ville belge d'Ypres.

## Géographie

### Situation
Le hameau est situé à l'est du centre de Boezinge et au nord d'Ypres, le long de la Langemarkseweg près de l'intersection avec la Pilkemseweg.

## Histoire

### Première Guerre mondiale
Pilkem a connu de violents combats pendant la Première Guerre mondiale, en particulier lors de la bataille de la crête de Pilckem (Pilkem Ridge) le 31 juillet 1917, au début de la troisième bataille d'Ypres. Des milliers de soldats britanniques ont été tués à la crête de Pilckem.

### XXIesiècle
Au début du XXIe siècle, la localisation du champ de bataille historique a joué un rôle dans le non prolongement de l'autoroute A19, car le tracé passerait par ce site.